# Charis Gravensteyn
Charis Gravensteyn is een Belgisch jiujitsuka.

## Levensloop
In 2016 behaalde ze samen met Ian Lodens zilver op de Europees kampioenschappen te Gent in het onderdeel gemengd paar. Op de Wereldspelen van 2017 in het Poolse Wrocław wonnen ze samen brons.
In 2019 werd het duo in deze discipline in het Roemeense Boekarest Europees kampioen en te Abu Dhabi wereldkampioen. In 2021 behaalde het duo een tweede Europese titel in het Duitse Maintal, alsook brons op de wereldkampioenschappen te Abu Dhabi. Hierdoor voerden ze de wereldranglijst aan.
Op de Wereldspelen van 2022 in het Amerikaanse Birmingham behaalden ze zilver. Eveneens in 2022 behaalden ze zilver op het EK in het Israëlische Naharia.